# König-Talal-Talsperre
Die König-Talal-Talsperre liegt im Gouvernement Dscharasch, Jordanien. Sie staut den Nahr ez-Zarqa, einen linken Nebenfluss des Jordan. Die Stadt Gerasa befindet sich ungefähr 10 km nordöstlich der Talsperre. Die Talsperre wurde nach König Talal benannt, der vom 20. Juli 1951 bis zum 11. August 1952 König von Jordanien war.
Mit der Errichtung der Talsperre wurde im Jahre 1971 begonnen; sie wurde 1977 fertiggestellt. Von 1984 bis 1988 wurde sie dann auf die gegenwärtige Höhe erweitert. Die Talsperre dient neben der Bewässerung auch der Stromerzeugung. Sie ist im Besitz der Jordan Valley Authority (JVA) und wird auch von JVA betrieben.

## Absperrbauwerk
Das Absperrbauwerk ist ein Erdschüttdamm mit einer Höhe von 106 (bzw. 108) m. Die Länge der Dammkrone beträgt 350 m, ihre Breite 11,5 m. Das Volumen des Bauwerks liegt bei 5,7 Mio. m³. Der Staudamm verfügt über eine Hochwasserentlastung an der rechten Seite.

## Stausee
Bei Vollstau erstreckt sich der Stausee über eine Fläche von rund 2,8 km² und fasst 74 (bzw. 85 oder 86) Mio. m³ Wasser. Davon können 75 (bzw. 78) Mio. m³ genutzt werden. Der jährliche Zufluss in den Stausee beträgt ca. 113 Mio. m³, die jährliche Verdunstung liegt bei 4,3 Mio. m³. Die Länge des Stausees beträgt rund 7,5 km, seine maximale Breite ca. 450 m.

## Kraftwerk
Das zugehörige Kraftwerk hat eine installierte Leistung von 5 MW. Gegenwärtig ist es eines von nur 2 Wasserkraftwerken in Jordanien; das zweite nutzt das Kühlwasser eines Gaskraftwerks in Akaba, das ins Rote Meer zurückgeleitet wird. Die Jahreserzeugung der beiden Wasserkraftwerke lag 2010 bei 61 Mio. kWh. Das Wasserkraftpotential der in Jordanien bereits errichteten Talsperren wird auf insgesamt 33 MW geschätzt.

## Sonstiges
Die Gesamtkosten für den ursprünglichen Staudamm betrugen 34 Mio. Dinar.